# Llàtzer de Farpe
Llàtzer de Farpe (Lazarus Pharpensis, en armeni Łazar Pʿarpec̣i/Ղազար Փարպեցի) (circa 442 - inicis del segle vi) va ser un religiós i historiador armeni molt lligat a la famíla dels Mamiconis. Va viure i estudiar a Constantinoble del 465 al 470 tornant després a Armènia on per un temps va estar al Shirak i després a la Siunia del 484 al 486, primer com a eremita i després d'ajudant del bisbe local.
Després del 485, quan Baanes Mamiconi va esdevenir marzban d'Armènia, el va cridar i el va nomenar abat de Vagharxapat. Es va guanyar alguns enemics i l'any 490 va ser acusat d'heretgia i es va haver de refugiar a Amida on va escriure una carta a Vahan, justificant la seva innocència i mostrant una superioritat intel·lectual evident, defensant les prerrogatives dels monjos i manifestant-se contrari al clergat secular. Era de bon viure i li agradava la vida cara, la cacera i la pesca. Vahan, convençut, el va cridar el 493 i li va encomanar escriure una història del país.
Es notable principalment per una Història d'Armènia escrita el 493 que cobreix la història del país durant cent anys, del 384 al 484.
Va morir ja entrat el segle vi. Hauria estat enterrat a una església prop de Farpe.